# Thrashcore
Thrashcore é um subgênero do hardcore punk que surgiu no início dos anos 80 e tem como características:
- Vocal agressivo (geralmente gritado ou gutural)
- Andamentos ainda mais acelerados do que a média do estilo
- Bateria com pedais duplos

Ao contrário do que se pensa, não é uma mistura de thrash metal com hardcore punk (o que também existe e se chama crossover thrash) e sim um sinônimo para um "hardcore rápido e agressivo". O termo thrash surgiu no início dos anos 80 dentro da cena hardcore para designar os tempos acelerados em ritmo 2/2 que marcavam muitas bandas do gênero. Apenas alguns anos depois é que a palavra foi incorporada pela cena metal, quando algumas bandas de heavy metal adotaram esta batida mais veloz criando o thrash metal. O uso do termo thrash no hardcore é, portanto, mais antigo que o thrash metal.
Algumas das primeiras bandas do estilo foram as americas D.R.I. e Gang Green (ambas apenas em seus primeiros trabalhos), Deep Wound e Adrenalin O.D., Neos do Canadá, além de bandas europeias como Lärm da Países Baixos, Asocial e Mob 47 da Suécia, Negazione e Indigesti da Itália, Heresy e Ripcord da Inglaterra. No entanto, qualquer banda de hardcore que enfatize os tempos acelerados pode ser considerada uma banda de thrashcore.
De qualquer maneira, não existe uma fronteira definida entre os terrenos do thrashcore e do crossover thrash. Uma banda thrashcore com guitarras mais metálicas pode ser chamada de crossover thrash, assim como uma banda crossover thrash mais rápida pode ser chamada de thrashcore. A questão é que o que define o thrashcore é a velocidade e agressividade sem influência de nada vindo do metal.
No final dos anos 90 houve uma recuperação do thrashcore internacionalmente, em grande parte através dos esforços do selo norte-americano 625thrash. Algumas das bandas que fizeram parte deste "renascimento" do estilo foram What Happens Next e Life's Halt (EUA), Crucial Section (Japão), I Shot Cyrus, Excomungados (Brasil) e Discarga (Brasil), Vitamin X (Países Baixos), ExTxAx e DS-13 (Suécia), entre outras.
Outro estilo "irmão" do thrashcore é o power violence, "inventado" no final dos anos 80 na Califórnia por bandas como No Comment, Infest e Neanderthal. O termo foi inventado de brincadeira por estas bandas, que faziam parte da mesma turma e compartilhavam shows e proposta (a mistura de tendências do hardcore rápido americano e internacional). As bandas powerviolence originais eram marcadas não apenas pelos andamentos velozes e vocais berrados, mas por mudanças repentinas de tempo e timbres graves e sujos, ocasionalmente se aproximando do grindcore, mas com uma pegada mais Punk, digamos.
Na década seguinte, o estilo foi popularizado por nomes como Spazz, Mk Ultra e Charles Bronson. Esta segunda geração do Powerviolence se diferencia da primeira por ter menos ênfase no peso e mais ênfase na velocidade. Muitas vezes, a mesma coisa que nos anos 90 era chamada de power violence, na década seguinte passou a figurar como thrashcore. Pode-se dizer que o power violence é um tipo de thrashcore, mas que nem todo thrashcore é power violence.